# المسرح الروماني (ماردة)
المسرح الروماني بماردة شُيد بين عامي السادس عشر والخامس عشر قبل الميلاد وهو من أروع الآثار الرومانية المحفوظة حتى الآن في أوروبا.
تم بناء المسرح الروماني على يد الجنرال الروماني أغريبا عام 16 قبل الميلاد، وأعيد بناءه مرة أخرى في القرن الأول الميلادي بعد اندلاع حريق هائل به في عهد هارديان، وأيضاً تم عمل بعض التجديدات به في القرن الثاني ربما في عهد الإمبراطو تراجان. بعد التخلي عن المسرح في العصور القديمة المتأخرة إندثر المسرح تحت الرمال ولم يبق ظاهراً منه سوى المقاعد العليا، وقد عُرف المسرح قديماً باسم الكراسي السبعة ومن أسماه هكذا هم الملوك المغاربة الذين كانوا يستخدموه كمقر للبت في مصير المدينة.
يحتوي المسرح على ستة ألاف مقعد، وبعد أن تم ترميمه جيداً أعيد إستخدامه مرة أخرى، خاصة في شهري يوليو وأغسطس حيث تقام به العروض المسرحية، وحفلات الباليه، والحفلات الموسيقية، ويجلس المتفرجين على المقاعد الحجرية القديمة مما يتيح جو روماني رائع.
موقع المسرح الروماني
يقع المسرح الروماني في بلازا مارجريتا إكسيرجو بمدينة ماردة في إسبانيا.
معمار المسرح الروماني
شُيد المسرح الروماني وفقاً للنموذج الروماني الأصلي في روما، كما يتشابه مع مسارح أخرى مثل دوجا بتونس وأورانج بفرنسا وغيرها. ينقسم المسرح إلى مدرجات تنحدر على تل سان ألبين وتحتوي على ستة آلاف مقعد، ومسرح عظيم يزينه بعض التماثيل الرومانية، كما يزين الجدار الخلفي للمبنى زخارف نحتية رائعة.
المطاعم القريبة من المسرح الروماني
مطعم جونزالا فالفيردي، ومطعم ميزون إل ألفاريرو، ومطعم تشامورو.
الفنادق القريبة من المسرح الروماني
'فندق سان لوماس ميريدا' يقع الفندق بالقرب من السيرك الروماني ومتحف الفن الروماني، ويوجد بالفندق 136 غرفة سعر الغرفة 50 دولار.
'فندق تريب ميريدا مدية' يقع الفندق بالقرب من الجسر الروماني وجسر وسيتانيا، ويوجد بالفندق 126 غرفة سعر الغرفة 65 دولار.
'فندق زيوس' يقع الفندق على مسافة دقائق من المسرح والمدرج الروماني ومتحف الفن الروماني، ويوجد بالفندق 44 غرفة سعر الغرفة 55 دولار.